# Lazarus (singel Davida Bowiego)
„Lazarus”  (ang. Łazarz) – piosenka Davida Bowiego, drugi singel z albumu Blackstar.

## Piosenka
Utwór „Lazarus” został napisany przez Davida Bowiego i Endę Walsha do musicalu pod tym samym tytułem (sztuka stanowi niejako sequel do filmu Człowiek, który spadł na Ziemię z 1976, w którym Bowie zagrał główną rolę). Jest to jedyna piosenka z musicalu „Lazarus”, która została umieszczona na płycie Blackstar.
W czasie przedstawienia utwór śpiewany jest przez grającego główną rolę Michaela Halla, opowiada historię życia z perspektywy zagubionego człowieka, byłego bogacza, który mieszka w Nowym Jorku, ale pragnie stamtąd uciec.
Amerykańska premiera utworu, poza jego odtwarzaniem w teatrze w czasie przedstawienia, została zaplanowana na 17 grudnia 2015.  Utwór został wykonany przez występującego w sztuce Michaela Halla wraz z muzykami z tego przedstawienia w trakcie programu telewizyjnego The Late Show with Stephen Colbert.  W tym samym dniu utwór został zaprezentowany w Wielkiej Brytanii na antenie radia BBC 6 Music w programie Steve’a Lamacqa.

## Singel
Dzień później po premierze utworu w radiu i telewizji, 18 grudnia, utwór został wprowadzony do sprzedaży cyfrowej.
Zapowiedź singla ukazała się 14 grudnia i towarzyszył jej 15-sekundowy teledysk z fragmentem utworu w którym Bowie śpiewa „Look up here, I’m in heaven / I’ve got scars that can’t be seen” (Spójrz do góry, jestem w niebie/mam blizny których nie można zobaczyć).

## Teledysk
25 grudnia pokazano pierwsze zdjęcie z teledysku do utworu.  5 stycznia zaprezentowany pierwszy 15-sekundowy teaser teledysku.  Teledysk został zapowiedziany na 7 stycznia i wydany zgodnie z zapowiedzią.  Podobnie jak teledysk ilustrujący pierwszy utwór „Blackstar”, teledysk do „Lazarusa” został także wyreżyserowany przez Johana Rencka.  Teledysk „Lazarusa” zawiera jedną z postaci z teledysku „Blackstar” - tzw. „niewidomego proroka”.
Teledysk został żartobliwie potraktowany przez Jimmy’ego Fallona, prowadzącego amerykański program telewizyjny The Tonight Show, który w krótkim skeczu opisał dlaczego uważa on, że część zachowań Bowiego w teledysku były zainspirowane przez Fallona.  

## Przyjęcie krytyczne
Magazyn Rolling Stone opisał piosenkę jako haunting (niedającą spokoju, dręczącą).  Według Laury Bradley z serwisu internetowego Slate piosenka jest „równocześnie spokojną i poruszającą, wypełnioną niepewnym, przydymionym głosem - w innych słowach to klasyczna piosenka Bowiego”. Tim De Lisle pisząc dla The Mail on Sunday opisał utwór jako „sześć minut powolnie płonącej magii rozpalonej przez uwodzicielską linię basu”.  Dla Gavina Martina z „Daily Mirror” piosenka „pozwala poużywać sobie miłośnikom Bowiego poszukujących znaczeń w jego utworach”.  Martin określa utwór jako jedną z najlepszych melodii Bowiego, a sam tytuł jest dla niego „surowym przypomnieniem cudu jakim jest to, że Bowie jest jeszcze wśród nas” (recenzja była opublikowana na dwa dni przed śmiercią artysty).
Stepehn Dalton z miesięcznika „Classic Rock” ocenił utwór jako jeden z dwóch najsłabszych (wraz z „Girl Loves Me”), oceniając go jako „całkiem niewyróżniający się dwu-akordowy produkcyjniak”.

## Lista utworów
Singel cyfrowy
| Nr | Tytuł utworu | Długość |
| -- | ------------ | ------- |
| 1. | „Lazarus”    | 6:26    |

## Notowania
- iTunes[15]:
  - Australia: 32
  - Brazylia: 2
  - Francja: 9
  - Hiszpania: 15
  - Kanada: 13
  - Niemcy: 29
  - Stany Zjednoczone: 19
  - Wielka Brytania: 7
  - Włochy: 7
- Narodowe:
  - Polska (Lista Przebojów Trójki): 1[16]
  - Wielka Brytania: 45[17]

## Muzycy
Lista muzyków którzy wzięli udział w nagraniu albumu:
- David Bowie – śpiew, gitara basowa, produkcja, aranżacja instrumentów strunowych
- Donny McCaslin – flet, saksofon, instrumenty dęte
- Jason Lindner – fortepian, organy, instrumenty klawiszowe
- Tim Lefebvre – gitara basowa
- Mark Guiliana – perkusja, instrumenty perkusyjne
- Ben Monder – gitara
- James Murphy – instrumenty perkusyjne